# Blackbird (Norma John)
Blackbird è il singolo di debutto del duo finlandese Norma John, pubblicato l'11 gennaio 2017 su etichetta discografica EMI Music Finland. Il brano è stato scritto da Lasse Piirainen e Leena Tirronen, i due componenti del gruppo.
Il 28 gennaio 2017 i Norma John hanno partecipato a Uuden Musiikin Kilpailu 2017, il programma di selezione nazionale finlandese per l'Eurovision, cantando Blackbird in sesta posizione su dieci partecipanti. Nonostante la favorita fosse Emma Sandström con la sua Circle of Light, i Norma John hanno vinto sia il voto della giuria che il televoto, ottenendo rispettivamente 94 e 88 punti, per un totale di 182 punti. Con Blackbird hanno rappresentato la Finlandia all'Eurovision Song Contest 2017 a Kiev, in Ucraina.

## Tracce
Download digitale
1. Blackbird – 3:07